# 구부내로
구부내로(Gubunae-ro)는 충청남도 공주시 이인면 공주역 교차로 에서 충청남도 계룡면를 잇는 도로이다.

## 주요 경유지
충청남도
- 공주시 (이인면 . 계룡면)

## 노선
| 이름            | 접속 노선              | 소재지        | 소재지        | 비고          |
| 새빛로와 직결   | 새빛로와 직결          | 새빛로와 직결 | 새빛로와 직결 | 새빛로와 직결 |
| --------------- | ---------------------- | ------------- | ------------- | ------------- |
| 공주역 교차로   | 장마루로               | 공주시        | 이인면        |               |
| 복룡교          |                        | 공주시        | 이인면        |               |
| 복룡 교차로     | 금광로                 | 공주시        | 이인면        |               |
| 진동부리고개    |                        | 공주시        | 이인면        |               |
| 반송삼거리      | 와룡길                 | 공주시        | 이인면        |               |
| 반송고개        |                        | 공주시        | 이인면        |               |
|                 | 계룡면                 | 공주시        |               |               |
| 향지교          |                        | 공주시        |               |               |
| 상성 교차로     | 국도 제23호선 (차령로) | 공주시        |               |               |
| (이름없음       | 영규대사로             | 공주시        |               |               |
| 신원사로와 직결 |                        |               |               |               |